# Stoneflex
Stoneflex es una banda de metal industrial originaria de Bogotá, Colombia, formada en el año 2006 por el exvocalista de Koyi K Utho, Jhiro Rz. Su nombre proviene de flexibilidad y a la vez contundencia del pensamiento humano, el condicionamiento y adaptación que hace el hombre de todas las situaciones que lo rodean para su propio beneficio. En su música y letras transmite su filosofía de libertad extrema, sin el freno de la ética, la religión o a las leyes, con la búsqueda del placer personal como principio más elevado.). Además, la banda cuenta con varios premios y menciones internacionales como banda revelación de la revista Rolling Stones Argentina en el 2008.

## Historia
Stoneflex es una banda de industrial originaria de Bogotá, Colombia formada en el año 2006 por el vocalista Jhiro Rz. Su nombre proviene de flexibilidad y a la vez contundencia del pensamiento humano, el condicionamiento y adaptación que hace el hombre de todas las situaciones que lo rodean para su propio beneficio. En su música y letras transmite su filosofía de libertad extrema, sin el freno de la ética, la religión o a las leyes, con la búsqueda del placer personal como principio más elevado.
En el 2006 se convierte en proyecto de estudio, donde se integraron varios miembros de una misma familia que interpretaban diferentes instrumentos en distintas bandas locales Jhiro Rz ( Electric God - Koyi K Utho - Unespected killer ) en la voz y secuencias, Dr. Stinky (Carlos G Sarmiento – Stained Glory) en las guitarras, Zetha (Javier Sarmiento - Koyi K Utho) en la batería, secuencias y producción.
Para mediados de 2008, estando su frontman radicado en Argentina, la banda toma fuerza gracias a las colaboraciones de diferentes miembros de la escena industrial porteña como Knife God, Jazmin Lasciva, Shocker Stalin, Látex y Jesus Martyr así como la participación de Jio (Jairo Torres – Koyi K Utho) en el bajo. Realizaron una gira en Argentina con shows en establecimientos como CBGB, Speed King, Green Hell, Salón Pueyrredon y participando como invitados especiales en diferentes convenciones internacionales de tatuajes como las de San Miguel en la comunidad española y Rosario, donde la prensa de la escena de la capital del sur destacó su fuerte impacto logrado a través de su contundente sonido, la energía en sus presentaciones y el contenido de sus letras.
En 2009 la banda regresa a Colombia junto con su primer trabajo titulado REBORN, un disco a la altura de los lineamientos mundiales de la escena industrial donde aprovechó las facilidades que ofrecen los actuales medios de comunicación digitales, este disco pudo ser descargado gratuitamente por todos los usuarios de internet, este mismo ano la banda cuenta con el honor de ser una de las bandas recomendadas por la Revista Shock como una de las mejores banda de la escena
En 2010 lanzan su primer videoclip titulado “psycopath (reborn)”, canción del álbum “ RE BORN” y a mediados de este mismo año, se presentó por primera vez en el Festival Rock al Parque al cual en el 2013 volvieron de manera exitosa con un lleno en dicho festival.
Para el 2014, junto con Megadeth serían teloneros de Black Sabbath, durante su presentación en Colombia.
En el 2014 Forman parte del festival Hell And Heaven Metal Fest, dando un show impactante junto a bandas como Kiss, Limp Bizkit, Korn, Rob Zombie y más de 70 bandas de reconocimiento mundial, en el cual se destacó como la propuesta latinoamericana más contundente y con mejor puesta en escena. En dicho festival Lanzan para México su video Reflecting.